# Potęga punktu

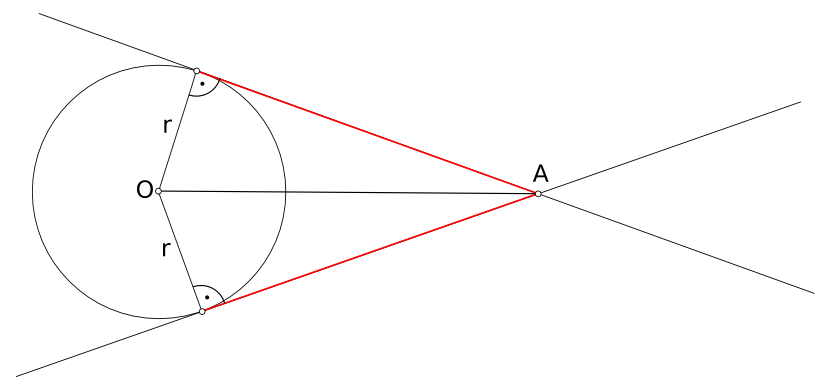
Rys. 1. Potęga punktu na zewnątrz okręgu jest równa kwadratowi długości stycznej poprowadzonej z punktu A do okręgu o

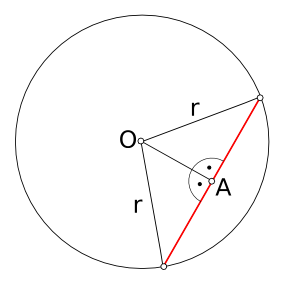
Rys. 2. Potęga punktu wewnątrz okręgu jest liczbą przeciwną do kwadratu połowy najkrótszej cięciwy okręgu o przechodzącej przez punkt A

Potęga punktu {\displaystyle A} względem okręgu {\displaystyle o} – liczba równa {\displaystyle P(A,o)=|AO|^{2}-r^{2},} gdzie {\displaystyle O} jest środkiem okręgu {\displaystyle o,} {\displaystyle r} jego promienieniem. Z definicji wynika, że
- {\displaystyle P(A,o)>0} dla punktu leżącego na zewnątrz okręgu. {\displaystyle P(A,o)} jest wtedy równe kwadratowi długości stycznej poprowadzonej z punktu {\displaystyle A} do okręgu {\displaystyle o} (rys. 1).
- {\displaystyle P(A,o)<0} dla punktu leżącego wewnątrz okręgu. {\displaystyle P(A,o)} jest liczbą przeciwną do kwadratu połowy najkrótszej cięciwy okręgu {\displaystyle o} przechodzącej przez punkt {\displaystyle A} (rys. 2).
- {\displaystyle P(A,o)=0} dla punktów {\displaystyle A} leżących na okręgu.

Punkty o stałej potędze względem danego okręgu leżą na jednym okręgu.
Twierdzenie. Niech będzie dany punkt A.
Jeśli punkty {\displaystyle B,C} będą punktami przecięcia dowolnej prostej {\displaystyle k} przechodzącej przez punkt {\displaystyle A} z okręgiem {\displaystyle o,} to
- {\displaystyle P(A,o)=|AB|\cdot |AC|,} jeśli A leży na zewnątrz okręgu,
- {\displaystyle P(A,o)=-|AB|\cdot |AC|,} jeśli A leży wewnątrz okręgu.

Jeśli punkt {\displaystyle D} jest punktem styczności prostej {\displaystyle k} z okręgiem, to
- {\displaystyle P(A,o)=|AD|^{2}}[3].

Dowód. Zgodnie z twierdzeniem o siecznych iloczyn {\displaystyle |AB|\cdot |AC|} jest taki sam niezależnie od wyboru cięciwy wyznaczonej przez {\displaystyle k.} Jeśli jedną z tych cięciw będzie średnica okręgu, to zajdzie równość {\displaystyle |AB|\cdot |AC|=(|AO|-r)\cdot (|AO|+r)=|AO|^{2}-r^{2}.} Stąd teza.
W przypadku punktu leżącego wewnątrz okręgu dowód jest analogiczny.